# Mateo Ybarra
 (septembre 2024).
Mateo Ybarra est un réalisateur suisse né en 1992.

## Biographie
Mateo Ybarra a suivi des études de cinéma à l'Université des arts de Londres et à la HEAD-Genève.
En 2020, il coréalise avec Raphael Dubach son premier long-métrage, LUX, sur un exercice de simulation rocambolesque de l'armée suisse. Le film est sélectionné au Festival de Locarno 2020, où il remporte le prix SRG SSR de la section After Tomorrow, et aux Journées de Soleure 2022.
En 2022, toujours autour de l'institution militaire, il réalise le film Sur nos monts à partir d'images publiées sur les réseaux sociaux par les jeunes conscrits de l'armée suisse qui documentent leur passage à l'armée. Le film est sélectionné au Jihlava International Documentary Film Festival 2022 où il remporte plusieurs prix, ainsi qu'au Festival Septième Lune et au FLIMM.

## Filmographie

### Longs-métrages
- 2020 : LUX
- 2021 : Sur nos monts
- 2023 : Camp d'été

### Courts-métrages
- 2018 : Oiseau de nuit[8]